# مج بلامی
مَج بلامی (انگلیسی: Madge Bellamy؛ ‏ ۳۰ ژوئن ۱۸۹۹ – ۲۴ ژانویهٔ ۱۹۹۰) بازیگر اهل ایالات متحده آمریکا بود. وی کارش را با رقص در یک نمایش در سن ۹ سالگی آغاز کرد و بین سال‌های ۱۹۱۸ تا ۱۹۴۵ میلادی فعالیت می‌کرد.

## گزیدهٔ فیلم‌شناسی
- زامبی سفید (۱۹۳۲)
- لایتنینگ (۱۹۲۵)
- انگل (۱۹۲۵)
- اسب آهنین (۱۹۲۴)

## زندگی شخصی
پدر او استاد دانشگاه بود. بلامی یک آتئیست و گیاهخوار بود. بلامی در آخرین سالهای زندگی خود به تنهایی در انتاریو، کالیفرنیا زندگی می‌کرد. او در سال‌های پایانی عمرش از مشکلات مزمن قلبی رنج می‌برد. در ۱۰ ژانویه ۱۹۹۰، برای درمان در بیمارستان «سان آنتونیو کامیونیتی» در آپ‌لند، کالیفرنیا بستری شد. وی در ۲۴ ژانویه، در سن ۹۰ سالگی بر اثر نارسایی قلبی درگذشت.  او در گورستان آرامگاه فارست لان مموریال پارک در گلندیل به خاک سپرده شد.
زندگی‌نامه‌اش با عنوان محبوب دههٔ بیست یک ماه پس از مرگش منتشر شد.